# Липа сибирская
Ли́па сиби́рская (лат. Tilia sibirica) — лиственное дерево, вид рода Липа (Tilia) семейства Мальвовые (Malvaceae); ранее род Липа обычно выделялся в самостоятельное семейство Липовые (Tiliaceae).

## Ботаническое описание
|                                                                |
|                                                                |
|                                                                |
| Сверху вниз: генеративная ветвь, лист, край листовой пластинки |

Дерево до 27 м высотой с прямым стволом и более или менее высоко прикреплённой кроной. Может достигать возраста 225 лет.
Кора старых стволов тёмная, с трещинами, на крупных ветвях и молодых стволах бурая, гладкая, с довольно крупными (4—5 мм шириной) ромбовидными чечевичками. Молодые ветви тёмно-красновато-бурые или желтовато-коричневые, голые, с мелкими, округлыми чечевичками.
Почки округло-овальные, 4—5 мм длиной, 2,5—3,5 мм шириной, с чешуями, часто реснитчатыми по краю.

### Листья
Листья фертильных побегов симметричные или асимметричные, 4-5 см длиной и 5-6 см шириной, с усечённым, слегка клиновидным или сердцевидным основанием. Более правильную форму имеют базальные листья генеративных побегов; терминальные листья становятся неравнобокими, их основание — менее сердцевидное, часто усеченное или клиновидное. Листовая пластинка по краю с крупными слегка закругленными треугольными зубцами, без ясно выраженного остроконечия, сверху тёмно-зелёные, голые (молодые — снизу и в углах жилок волосистые), базальные жилки в числе 5—6, жилки второго порядка в числе 4—5, жилки третьего порядка слабо выступающие, между собой непараллельные; черешки (2)4—5 см длиной, голые или с редкими звездчатыми волосками; листья порослевых побегов округло-сердцевидные, до 15 см в диаметре.

### Соцветия и цветки
Соцветие, превышающее прицветный лист, (4)5—8-цветковое. Бутоны округлые, около 2 мм в диаметре, негусто, мелко звездчато-опушённые. Прицветный лист продолговатый, 4—6 см длиной, около 1 см шириной, кверху постепенно суживающийся, со стороны прикрепления к цветоносу более-менее блестящий, с противоположной стороны матовый, с обеих сторон голый, лишь по главной жилке слегка волосистый, не доходящий до основания цветоноса 1—2 см и сросшийся с ним на протяжении 1—2 см. Чашелистики до 6,5 мм длиной, 2-2,5 мм шириной, снаружи слегка мелко звездчато-опушённые, изнутри у основания и по краям длинно беловолосистые; лепестки на конце ланцетовидные, 4—5(8) мм длиной, около 1 мм шириной; тычинки 5—6 мм длиной, с более-менее плоскими нитями; завязь шаровидная, плотно войлочно-опушённая белыми волосками; столбик около 4 мм длиной, голый; рыльце булавовидное или неясно пяти-лопастное. Цветёт в июле — августе.

### Плоды

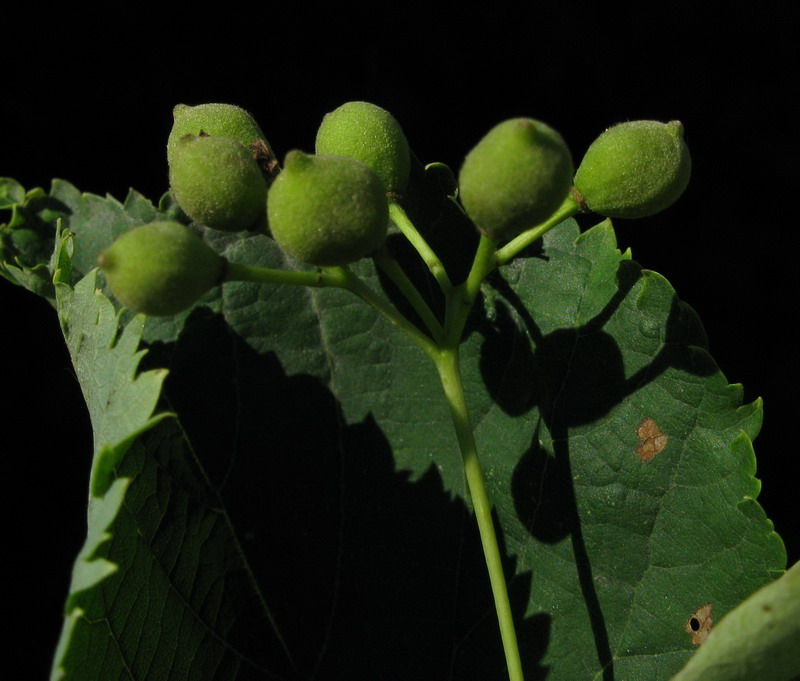
Незрелые летние плоды

Плоды одно-двусемянные, грушевидные или слегка продолговатые, 5—7 мм в диаметре, суженные в короткий носик, с пятью неясными рёбрами, густо и очень коротко войлочно-опушенные. Плодоносит в сентябре.
Семядоли пяти-, семи-пальчато-лопастные, по краям и жилкам реснитчато-опушённые. Первый лист дельтовидный, с немногими относительно крупными зубцами, по краю и по жилкам жёстко реснитчато-опушённый.
Число хромосом 2n=82.
Вид описан из Кемеровской области (бывшей Томской губернии).

## Распространение и экология
Эндемик. В естественном виде встречается только в Западной Сибири: Салаирский кряж, предгорья Кузнецкого Алатау, Томская область. Ошибочно приводилась для окрестностей Красноярска (тут встречается родственный вид — липа Нащокина).
Растёт в черневой тайге с пихтой сибирской, елью сибирской, кедром сибирским, а также в составе осиновых, осиново-берёзовых и сосново-лиственничных лесов, на вырубках. Входит в состав лиственных лесов в некоторых районах Западной Сибири и Горной Шории. Очень редко образует чистые насаждения — черневые липняки Кузедеевского липового острова, где этот вид по мнению современных геоботаников сохранился с третичного периода. По мнению учёного и исследователя XIX века П. Н. Крылова липа здесь сохранилась с доледникового периода вместе с травянистыми растениями, сопутствующим широколиственным лесам и никогда не встречающимся в темнохвойных лесах. Изолированные участки липы сибирской сохранились по склонам долин притоков рек Мрас-Су и Кондомы, по рекам Средняя Терсь и Тайдон, в среднем течении рек Тутуяс и Берензас, в бассейне реки Чумыш.
Вид внесён в Красные книги Алтайского края и Кемеровской области.

## Применение
Декоративные и технические свойства такие же, как у липы сердцевидной.
Разводится в декоративных целях в Алтайском крае, Кемеровской области, Красноярском крае, в Новосибирской и Томской областях.

## Таксономическая схема
Вид Липа сибирская относится к роду Липа (Tilia) семейства Мальвовые (Malvaceae).
|  |                  |  |                     |                          |                       |  | ещё 45 порядков покрытосеменных (согласно Системе APG II) | ещё 45 порядков покрытосеменных (согласно Системе APG II) |                                           |  |  |  | ещё около 204 родов | ещё около 204 родов |  |  |
|  |                  |  |                     |                          |                       |  | ещё 45 порядков покрытосеменных (согласно Системе APG II) | ещё 45 порядков покрытосеменных (согласно Системе APG II) |                                           |  |  |  | ещё около 204 родов | ещё около 204 родов |  |  |
|  |                  |  |                     | отдел Цветковые растения |                       |  |                                                           |                                                           | семейство Мальвовые                       |  |  |  |                     | вид Липа сибирская  |  |  |
|  |                  |  |                     | отдел Цветковые растения |                       |  |                                                           |                                                           | семейство Мальвовые                       |  |  |  |                     | вид Липа сибирская  |  |  |
|  | царство Растения |  |                     |                          | порядок Мальвоцветные |  |                                                           |                                                           | род Липа                                  |  |  |  |                     |                     |  |  |
|  | царство Растения |  |                     |                          |                       |  |                                                           |                                                           |                                           |  |  |  |                     |                     |  |  |
|  |                  |  | ещё около 21 отдела | ещё около 21 отдела      |                       |  |                                                           | ещё 10 семейств (согласно Системе APG II)                 | ещё 10 семейств (согласно Системе APG II) |  |  |  | ещё около 40 видов  |                     |  |  |
|  |                  |  |                     | ещё около 21 отдела      |                       |  |                                                           |                                                           | ещё 10 семейств (согласно Системе APG II) |  |  |  |                     |                     |  |  |